# Mount Kellett
Mount Kellett är ett berg i Hongkong (Kina). Det ligger i den centrala delen av Hongkong. Toppen på Mount Kellett är 473 meter över havet, eller 98 meter över den omgivande terrängen. Bredden vid basen är 1,8 km. Mount Kellett ingår i The Twins.
Terrängen runt Mount Kellett är kuperad österut, men västerut är den platt. Havet är nära Mount Kellett åt sydväst.  Centrala Hongkong ligger 2,8 km norr om Mount Kellett. 